# Alexandre Amprimoz
Alexandre Amprimoz ou Alexandre-Laurent-Antoine Amprimoz, né le 14 août 1948 à Rome et décédé le 12 octobre 2012, est un écrivain, professeur et traducteur franco-ontarien. 

## Biographie
Alexandre Amprimoz complète son baccalauréat en mathématiques à l'Université Aix-Marseille en 1966 et son DUES en physique et chimie à la même institution l'année suivante. Il obtient une maîtrise en langue et littérature françaises à l'Université de Windsor en 1970 et son doctorat dans la même discipline à l'Université de Western Ontario en 1978. Il vit en Ontario entre 1968 et 1978 et après 1985. Il est professeur de littérature canadienne au collège St.John de l'Université du Manitoba au début des années 1980. Il écrit en français, espagnol, italien, portugais et anglais.
Ses objets d'étude sont la sémiotique, la théorie littéraire, la littérature française du XIXe siècle et la littérature canadienne. Sa production académique et littéraire est importante avec plus d'une centaine de conférences,148 articles, 116 revues, quelque 200 groupes de poèmes, 63 nouvelles, 34 traductions. 

## Thématique et esthétique
Le groupe de poèmes Chant solaire, ou la poésie éventrée (1978) constitue un hymne lyrique au Soleil et touchent les thèmes principaux de l'ensemble des écrits d'Alexandre Amprimoz, notamment la pureté spirituelle et5 la dénonciation du monde matérialiste capitaliste. Le Soleil apparaît comme énergie initiale dans le temps et représente la continuité depuis l'origine. Le groupe Vers ce logocentre, dans le même recueil, constitue une réflexion plus rationnelle sur la pratique historique de la poésie. L'écriture d'Amprimoz est singulière dans la littérature franco-ontarienne par ses référents diversifiés et mythiques. Alexandre Amprimoz fait souvent une recherche formelle, produisant des textes difficiles et discontinus, par exemple dans le recueil 10/11 (1979) où il fait des séquences de textes énigmatiques en poèmes en deux blocs associés aux nombres 10 et 11 et où il discute de la relation de l'homme avec la nature, et ensuite de l'érotisme du corps de la femme. La conscience et la poésie d'Alexandre Amprimoz sont souvent d'inspirations européenne et lyrique, avec toutefois un contact plus concret avec la réalité et la nature canadiennes, par exemple dans le recueil Sur le damier des tombes (1983).

## Œuvres
Œuvres
- 1971 - (en) Jiva and Other Poems
- 1972 - (en) Re and Other Poems
- 1972 - Initiation à Menke Katz
- 1973 - Visions
- 1973 - (en) An Island in the Heart and Other Dialogues
- 1976 - (en) Studies in Grey
- 1978 - Chant solaire, ou la poésie éventrée, suivi de Vers ce logocentre : Notes pour un poème néo-crépusculaire
- 1978 - Against the Cold, Fiddlehead
- 1979 - [Dix-Onze] 10
- 1979 - (en) Selected Poems
- 1979 - (en) Odes for Sterilized Streets
- 1980 - (en) Other Realities
- 1980 - (en) In Rome
- 1981 - Changement de ton
- 1981 - (en) Ice Sculptures
- 1983 - Conseils aux suicidés
- 1983 - La Poésie érotique de Germain Nouveau
- 1983 - Sur le damier des tombes
- 1984 - Dix plus un demi
- 1986 - À l'ombre de Rimbaud : Le Germain Nouveau d'avant « La doctrine de l'amour »
- 1986 - Bouquet de signes
- 1993 - Nostalgies de l'ange